# Али
Али́ (або Алк) (множинне число) — в міфах вірмен злі духи, шкодять породіллям і новонародженим: вони нападали на вагітних жінок і викрадали немовлят.

## Особливості
В христианізованому міфі бог створив Ал жіночої статі як подругу для Адама, але той, будучи істотою у плоті, не полюбив Ал, яка була вогнянною, і тоді бог створив Єву . З цих пір Али ворожі до жінок та їх потомства.

## Опис
Згідно з народним уявленням, Али мають антропозооморфний вигляд, тобто наполовину люди, наполовину звірі: вони волохаті, з вогняними очима, мідними кігтями, залізними зубами. Бувають чоловічої та жіночої статі. Живуть у горах, пісковиках, часто — в кутах будинків або хлівів, а їх цар — в глибокій ущелині. Али душать породіль, поїдають їх плоть, особливо печінку; завдають шкоди дитині ще в утробі матері; викрадають немовлят і забирають їх до свого царя.

## Міць / Слабкість
Ал не може торкатися до заліза. Якщо увіткнути в його одяг голку, він надовго втратить силу, оскільки не зможе сам позбутися від голки і нікому не заподіє зла.
Щоб захистити майбутню матір від Ала, на ніч біля неї залишали меч або ніж.